# Нижній Спас
Нижній Спас (рос. Нижний Спасс) — присілок в Старицькому районі Тверської області Російської Федерації.
Населення становить 15 осіб. Входить до складу муніципального утворення Архангельське сільське поселення.

## Історія
Від 2005 року входить до складу муніципального утворення Архангельське сільське поселення. Раніше населений пункт належав до Юр'євського сільського округу.

## Населення
| 1859 | 1886 | 2002 | 2010 |
| ---- | ---- | ---- | ---- |
| 100  | ↗125 | ↘4   | ↗15  |